# Werkfeuerwehr Karlsruher Institut für Technologie
Die Werkfeuerwehr Karlsruher Institut für Technologie stellt den vorbeugenden und abwehrenden Brandschutz für den Campus Nord des Karlsruher Instituts für Technologie (KIT) sicher. Sie ist eine anerkannte Werkfeuerwehr.

## Das KIT
Das KIT entstand 2006 aus dem Zusammenschluss der Universität Karlsruhe und der Forschungszentrum Karlsruhe GmbH. Es umfasst zwei Hauptstandorte: den früheren Standort der Universität in der Karlsruher Innenstadt (Campus Süd) und den früheren Standort des Forschungszentrums Karlsruhe auf der Gemarkung der Orte Eggenstein-Leopoldshafen und Linkenheim-Hochstetten etwa 12 Kilometer nördlich von Karlsruhe.

## Der Campus Nord
Der rund 2 Quadratkilometer große Komplex des Campus Nord im Hardtwald bietet Arbeitsplätze für mehrere 1000 Menschen. Er ist Standort mehrerer Großforschungseinrichtungen. Ein besonderes Gefahrenpotential ergibt sich durch verschiedene, inzwischen größtenteils stillgelegte kerntechnische Anlagen. Neben verschiedenen Kernreaktoren sind dies unter anderem die Wiederaufarbeitungsanlage Karlsruhe, die Verglasungseinrichtung Karlsruhe oder auch das Europäische Institut für Transurane.

## Die Werkfeuerwehr
Auf Grundlage des baden-württembergischen Feuerwehrgesetzes wurde 1959 bei der Kernreaktor Bau- und Betriebsgesellschaft mbH, aus der später das Forschungszentrum Karlsruhe hervorging, eine Werkfeuerwehr gegründet. Sie besteht heute aus 47 Mitarbeitern: 2 Wachabteilungen mit je 20 Personen im Wechselschichtdienst, zwei Einsatzkräften im Tagdienst sowie dem Leiter der Werkfeuerwehr. Ebenso aus 4 Auszubilden zur/zum Werkfeuerwehrfrau/-mann. Sie verfügt über 8 Fahrzeuge:
- Kommandowagen
- Einsatzleitwagen
- Hilfeleistungslöschfahrzeug
- Trockentanklöschfahrzeug
- 2 Gerätewagen Transport
- 2 Rüstwagen
- 2 Wechselladerfahrzeuge.

Zudem stehen folgende Abrollbehälter für die Wechselladerfahrzeuge zur Verfügung:
- Notfallstation
- CO₂
- Gefahrgut
- Sonderlöschmittel
- Mulde

Die Aufgaben der Werkfeuerwehr umfassen neben dem abwehrenden und vorbeugenden Brandschutz für den Campus Nord des KIT auch diverse Serviceleistungen wie die Prüfung und Wartung von Atemschutzgeräten, Feuerlöschern, Brandschutztüren, Hydranten, Aufzügen oder Absturzsicherungen. Auch die Wartung von Dienstfahrrädern wird durch die Werkfeuerwehr übernommen.